# شارلوته هاريسون
شارلوته هاريسون (بالإنجليزية: Charlotte Harrison)‏ هي لاعب هوكي الحقل نيوزيلندية، ولدت في 31 يوليو 1989 في بالميرستون نورث في نيوزيلندا.

## وصلات خارجية
- شارلوته هاريسون على موقع أوليمبيديا (الإنجليزية)
- شارلوته هاريسون على موقع اللجنة الأولمبية النيوزيلندية (الإنجليزية)